# All the King's Men (pel·lícula de 1949)
 All the King's Men és una pel·lícula estatunidenca dirigida per Robert Rossen i estrenada el 1949.

## Argument
Un jove procedent del camp es llança a la política. Gràcies a una periodista, es troba sota els focs dels mitjans de comunicació. Perd llavors els seus mitjans per la corrupció i arriba fins i tot a negligir la seva dona i els seus fills. La trama s'inspira en la vida del polític Huey Long.

## Repartiment
- Broderick Crawford: Willie Stark
- John Ireland: Jack Burden
- Joanne Dru: Anne Stanton
- John Derek: Tom Stark
- Mercedes McCambridge: Sadie Burke
- Shepperd Strudwick: Adam Stanton
- Ralph Dumke: Tiny Duffy
- Anne Seymour: Sra. Lucy Stark
- Katherine Warren: Sra. Burden
- Will Wright: Dolph Pillsbury

## Producció
Rossen originalment va oferir el paper protagonista a John Wayne, que va trobar antipatriota el guió proposat i indignadament el va rebutjar. Crawford, que finalment va agafar el paper, va guanyar el 1949 l'Oscar al millor actor, derrotant Wayne que havia estat nominat pel seu paper a  Sands of Iwo Jima. La pel·lícula va ser rodada a diverses localitzacions de Califòrnia, fent servir extres locals, cosa que era bastant desconeguda al Hollywood d'aleshores.

## Premis i nominacions

### Premis
- 1950. Oscar a la millor pel·lícula
- 1950. Oscar al millor actor per Broderick Crawford
- 1950. Oscar a la millor actriu secundària per Mercedes McCambridge
- 1950. Globus d'Or a la millor pel·lícula dramàtica
- 1950. Globus d'Or al millor actor dramàtic per Broderick Crawford
- 1950. Globus d'Or al millor director per Robert Rossen
- 1950. Globus d'Or a la millor actriu secundària per Mercedes McCambridge
- 1950. Globus d'Or a la millor nova promesa per Mercedes McCambridge

### Nominacions
- 1950. Oscar al millor actor secundari per John Ireland
- 1950. Oscar al millor director per Robert Rossen
- 1950. Oscar al millor muntatge per Robert Parrish, Al Clark
- 1950. Oscar al millor guió adaptat per Robert Rossen
- 1950. Globus d'Or a la millor banda sonora original per George Duning
- 1950. Lleó d'Or al Festival Internacional de Cinema de Venècia